# Flora Hastings
Lady Flora Elizabeth Rawdon-Hastings (11 de febrero de 1806-5 de julio de 1839) fue una noble británica y dama de compañía de la duquesa de Kent, madre de la reina Victoria. Su muerte prematura se vio precedida por un escándalo que empañó la figura de la joven reina.

## Escándalo

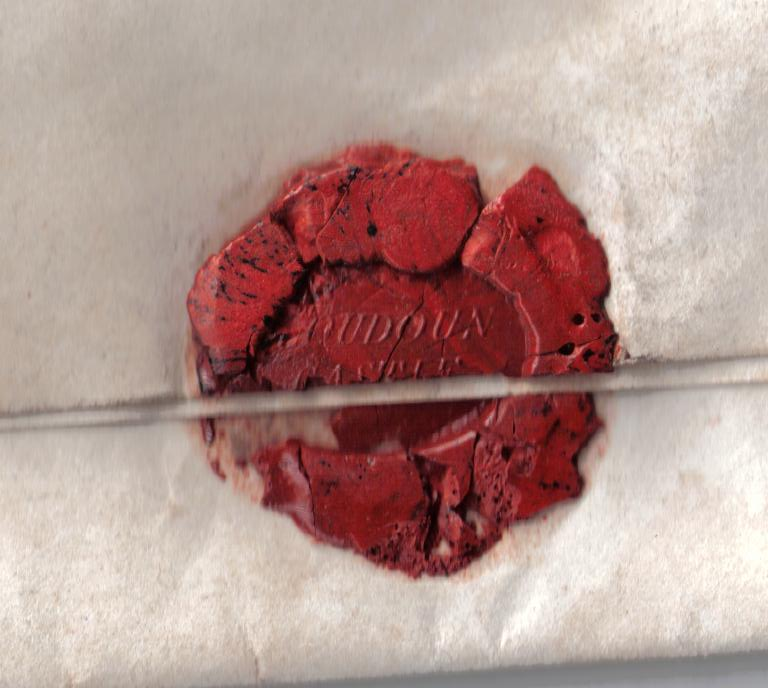
Sello de cera en una carta escrita por Hastings

La soltera Flora fue acusada de haber tenido un ilícito romance con John Conroy, el favorito y también supuesto amante de la duquesa de Kent.

### Escenario
La hija de la duquesa, Alejandrina Victoria (más tarde Reina Victoria), detestaba a Conroy, mientras que Flora no le agradaba a la amiga y mentora de la reina, Lady Lehzen, así como el Primer ministro, William Lamb.
Siendo la dama de compañía de la Duquesa de Kent, Hastings colaboraba con el infame Conroy en el Sistema Kensington, la minuciosa rutina urdida por éste, junto a la duquesa, para mantener a su hija, la joven Victoria, aislada de sus tíos, los reyes de la casa de Hannover. En consecuencia, y recelando de ella, Victoria odiaba a Hastings, hallándose siempre atenta a cualquier hecho que pudiese sustentar una acusación que pudiese hundir a Conroy o a sus asesores. Una vez que ascendió al trono, en junio de 1837, Victoria se esforzó por mantenerse lejos de la casa de su madre, incluyendo a Hastings y a Conroy, instalándolos en los aposentos más remotos del Palacio de Buckingham. Sólo más tarde, después de la salida de Conroy y del nacimiento del primer hijo de Victoria, los esfuerzos del príncipe Alberto hicieron posible una reconciliación entre Victoria y la duquesa de Kent.

### 1839
El escándalo se desató en torno a lady Flora en algún momento a inicios de 1839, cuando comenzó a experimentar dolor e hinchazón en su abdomen inferior. Visitó al médico de la reina, Sir James Clark, quien no podría diagnosticar su condición sin un examen físico, algo que Hastings rechazó. Clark creía que el crecimiento de su abdomen se debía a un embarazo, y se reunió con Hasting dos veces por semana, del 10 de enero hasta el 16 de febrero. Debido a que Hastings era soltera, sus sospechas fueron silenciadas. Sin embargo, sus enemigas, la baronesa Lehzen y Ana María Stanhope (más conocida como la inventora de la hora del té), extendieron el rumor de que estaba "embarazada", y finalmente Lehzen hizo partícipe de sus sospechas a lord Melbourne. El 2 de febrero, la reina escribió en su diario personal que sospechaba que Conroy, un hombre a quien aborrecía intensamente, era el padre. Lady Flora sentía que tenía que defender su honor en público, redactando su versión de los acontecimientos en la forma de una carta qué apareció publicada en The Examiner, culpando "a cierta señora extranjera" (Lehzen) de extender los rumores.
Las acusaciones se demostraron falsas cuando Flora consintió, finalmente, a un examen físico por los doctores reales, que confirmaron que no estaba embarazada; en vez de ello, sufría de un avanzado cáncer de hígado, dándole solo unos meses de vida. Lady Flora aún escribió en 1839, a su madre, sobre el próximo Torneo de Eglinton, expresando su preocupación porque uno de los caballeros pudiese morir en ese violento deporte. Victoria visitó a la ahora demacrada y desfallecida Lady Flora el 27 de junio.

### Muerte
Lady Flora murió en Londres el 5 de julio de 1839, con tan solo 33 años. Está enterrada en el Castillo Loudoun, su casa familiar. Conroy y Lord Hastings, su hermano, promovieron una campaña de prensa contra la Reina y el doctor Clark acusandólos de difamar a Flora con rumores falsos y por conspirar contra ella y toda su familia.
Publicada por el Morning Post, su campaña también atacó a los "amigos conspiradores" de la reina, la baronesa Lehzen y Lady Tavistock, reputándolas como las principales responsables del falso rumor del embarazo. Estos intentos estuvieron demasiado lejos de sus objetivos de desacreditar a la reina y forzarla a nombrar a Conroy para algún puesto cercano a su persona. Victoria se mantuvo firme en su empeño de mantener a Conroy alejado de ella y del trono. Al año siguiente, su matrimonio y el embarazo subsiguiente restauraron su popularidad. Victoria permaneció atormentada por la culpa y el recuerdo de Lady Flora, teniendo pesadillas sobre ella varios años después.
Hastings era también poetisa; su obra, Poemas por lady Flora Hastings, fue publicada póstumamente en 1841 por su hermana Sofía (madre de John, Marqués de Bute).

## En la cultura popular
Lady Flora fue interpretada en la película de 2009 The Young Victoria por la actriz irlandesa Genevieve O'Reilly.